# Daniëlle Schel
Daniëlle Schel is een cabaretière, actrice en zangeres. Ze studeerde in 2007 af aan de Amsterdamse Theater Academie, ging als actrice aan de slag en maakte meerdere festivalvoorstellingen tot haar solo-debuut in 2018.
Na haar opleiding aan de Amsterdamse Theater Academie maakte ze een aantal festival voorstellingen o.a. voor het Amsterdam Fringe Festival, de Parade en de Zwarte Cross. In 2017 behaalde ze met haar haar voorstelling 'Slagbeurt' de finale van het Amsterdams Kleinkunst Festival, waar ze de Publieksprijs in de wacht sleepte. Daniëlle tekent in 2018 bij Breijwerk, het impresariaat en managementkantoor van Claudia de Breij. 
Haar eerste avondvullende programma, 'Patroon' ging in februari 2019 in première in Theater Bellevue in Amsterdam. "Een dynamische montage van typetjes, conferences en liedjes" - NRC
Momenteel staat Daniëlle in het theater met de try-outs van haar nieuwe voorstelling getiteld 'OK' waarvoor ze op voordracht van de VSCD jury van de cabaretprijzen Het Stijgend Applaus Stipendium 2020 toegekend heeft gekregen.

## Theatervoorstellingen
- 2018 - 2020: Patroon
- 2021 - 2022: OK

## Prijzen
- 2011 Juryprijs Café Theater Festival Utrecht
- 2017 - Publieksprijs op het concours om de Wim Sonneveldprijs